# Jardel Moreira Lemos
Jardel Moreira Lemos, Uberaba, 5 de janeiro de 1937 — Belo Horizonte, 5 de junho de 2009, foi um futebolista brasileiro que atuou como goleiro.
Jardel, tinha a misteriosa alcunha de  Cavaleiro Negro e quem o viu jogar conta que, assim como o famoso Manga, era capaz de fazer defesas com uma só mão, sem deixar a bola cair. Iniciou sua carreira jogando nas categorias de base do América MG, clube pelo qual sagrou-se Campeão Mineiro de 1957.
Destacou-se também jogando pelo  Santa Cruz na década de 1960.
Ao abandonar as redes fundou uma Escola de Futebol e posteriormente, em 1980, um clube amador de futebol o Cavaleiro Negro Esporte Clube, que foi filiado a Federação Mineira de Futebol para disputar competições nas categorias de base até 2008.

### Títulos
América Mineiro
- Campeonato de Futebol: 1957